# Mount Henry (berg i Antarktis, lat -83,87, long 172,07)
Mount Henry är ett berg i Antarktis. Det ligger i Östantarktis. Nya Zeeland gör anspråk på området. Toppen på Mount Henry är 1 675 meter över havet.
Terrängen runt Mount Henry är varierad. Trakten är obefolkad. Det finns inga samhällen i närheten.